# ماریو زانین (دوچرخه‌سوار)
ماریو زانین (ایتالیایی: Mario Zanin؛ زادهٔ ۳ ژوئیهٔ ۱۹۴۰) دوچرخه‌سوار اهل ایتالیا است.
وی در مسابقات کشوری و بین‌المللی در مجموع برندهٔ ۱ مدال طلا شده‌است.